# Stade Jalisco
 (avril 2025).
Si vous disposez d'ouvrages ou d'articles de référence ou si vous connaissez des sites web de qualité traitant du thème abordé ici, merci de compléter l'article en donnant les références utiles à sa vérifiabilité et en les liant à la section « Notes et références ».
Le stade Jalisco est le troisième plus grand stade mexicain derrière le stade Azteca et le stade olympique (Mexico). Le stade est situé à Guadalajara et sa capacité est de 56 713 places.
Principalement utilisé pour les matchs de football, le stade Jalisco a plusieurs clubs résidents : le CF Atlas, le Chivas de Guadalajara et le Universidad de Guadalajara.

## Histoire
Le 8 octobre 1954, le président de la Comisión de Fútbol, Alberto Alvo, donna son accord à la construction d'un stade à Guadalajara. Le projet fut confié aux ingénieurs Javier Vallejo et Jaime Obeso qui proposèrent de construire le stade sur l'avenue Ávila Camacho. Cette idée fut rejetée. Le second projet proposa de construire le stade dans le quartier appelé Colonia Independencia. Ce projet fut validé.
Le stade fut béni le 24 janvier 1959 par le cardinal José Garibi y Rivera, et, le 31 janvier 1960, le match inaugural eut lieu entre le CF Atlas et le club argentin de San Lorenzo. Le premier buteur fut Norberto Boggio de San Lorenzo. Environ 50 000 spectateurs assistèrent à la rencontre pour une recette de 460 000 pesos.

## Évènements
Le stade Jalisco a accueilli de nombreux événements : les Jeux olympiques de 1968, la Coupe du monde de football 1970 et celle de 1986, la Coupe des confédérations 1999.
Pour les JO de 1968, le stade servit uniquement en football. Au premier tour il accueillit trois matchs du groupe C (Hongrie-Salvador, Hongrie-Ghana et Hongrie Israël) et trois matchs du groupe D (Guatemala-Tchécoslovaquie, Bulgarie-Tchécoslovaquie et Tchécoslovaquie-Thaïlande). Jalisco fut ensuite utilisé pour un quart de finale (Hongrie-Guatemala) et une demi-finale (Bulgarie-Mexique). 
Lors de la Coupe du monde 1970, huit matchs s'y déroulèrent (six au premier tour, puis un quart de finale et une demi-finale). La capacité du stade était alors de 95 261 places.
En 1986, six matchs y furent organisés dont le quart de finale France-Brésil.

## Galerie

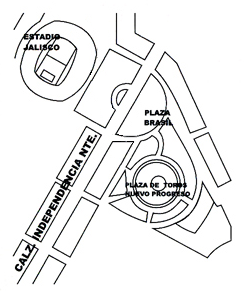
Localisation du stade
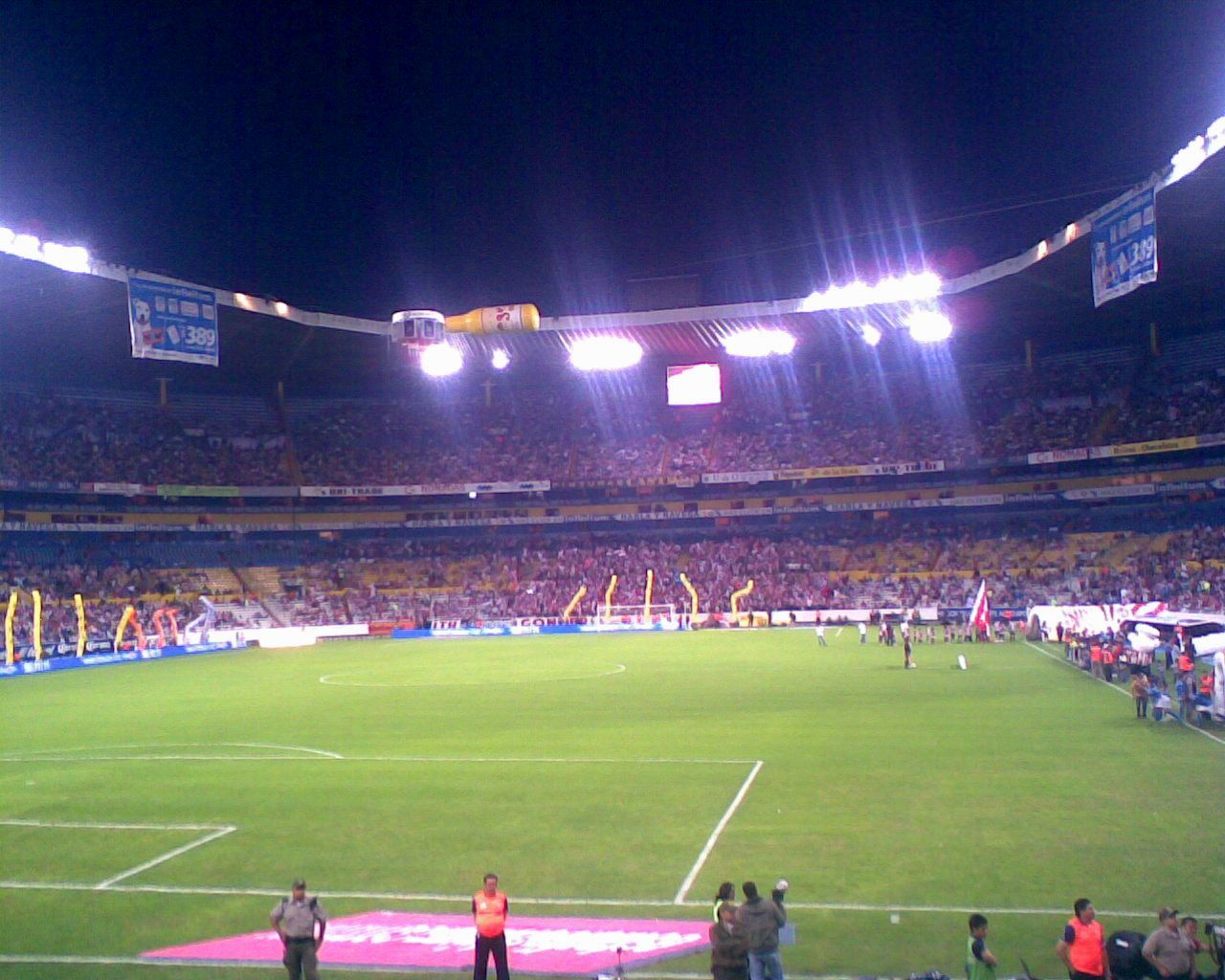
Vue intérieur
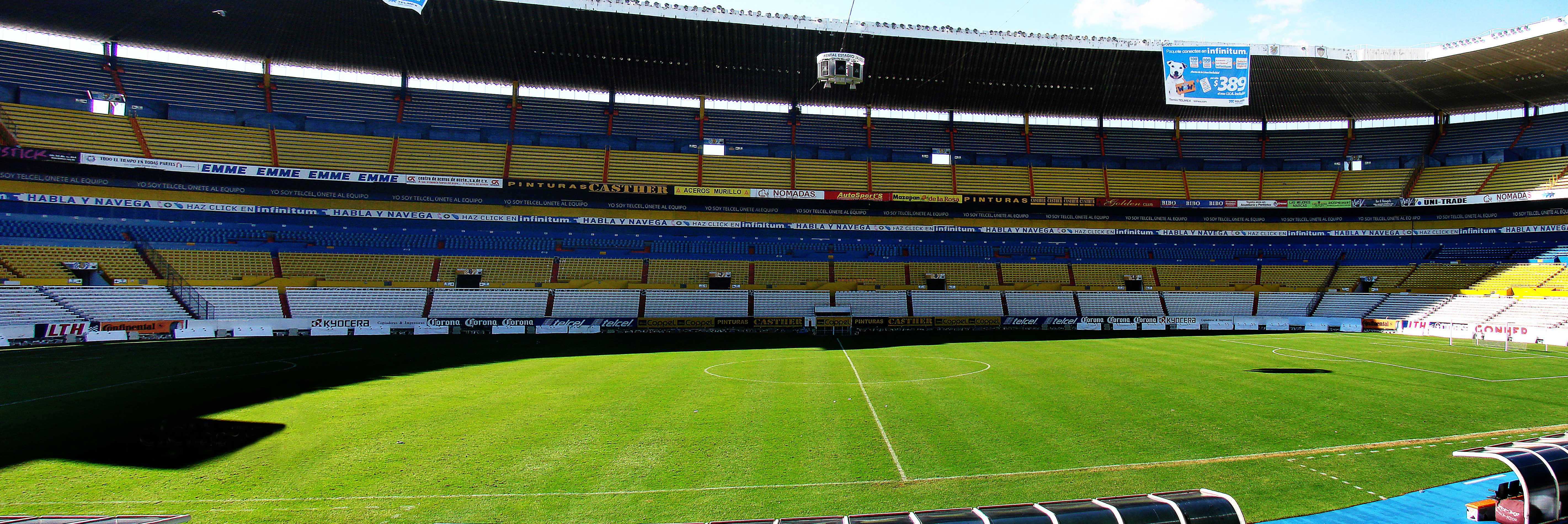
Tribunes
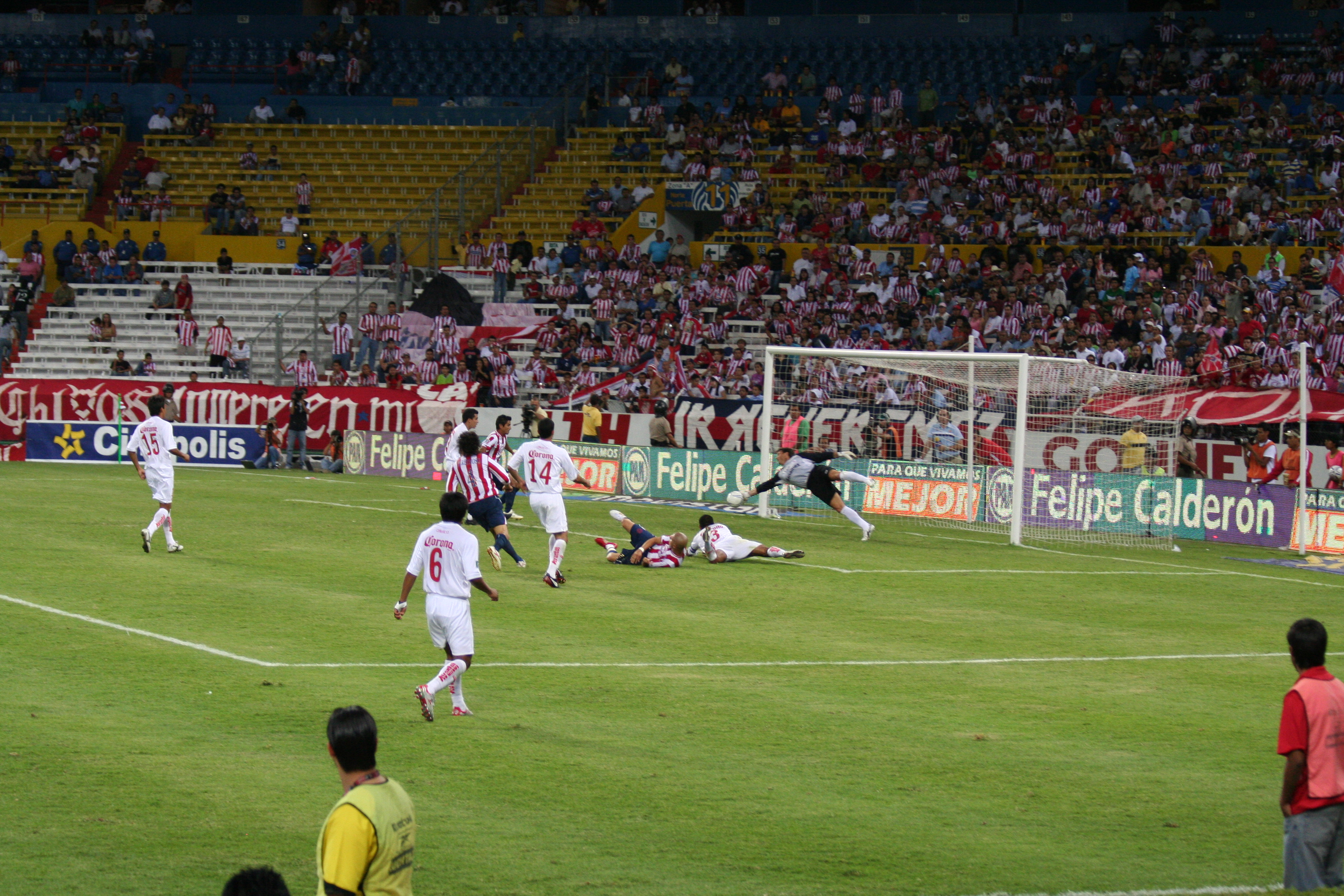
Vue intérieur